# Smilodon populator
Smilodon populator (Lund, 1842) è una specie estinta di felino dai denti a sciabola, appartenente alla sottofamiglia Machairodontinae; apparve per la prima volta in America del Sud intorno a un milione di anni fa e si estinse 10 000 anni fa durante il Pleistocene.

## Tassonomia

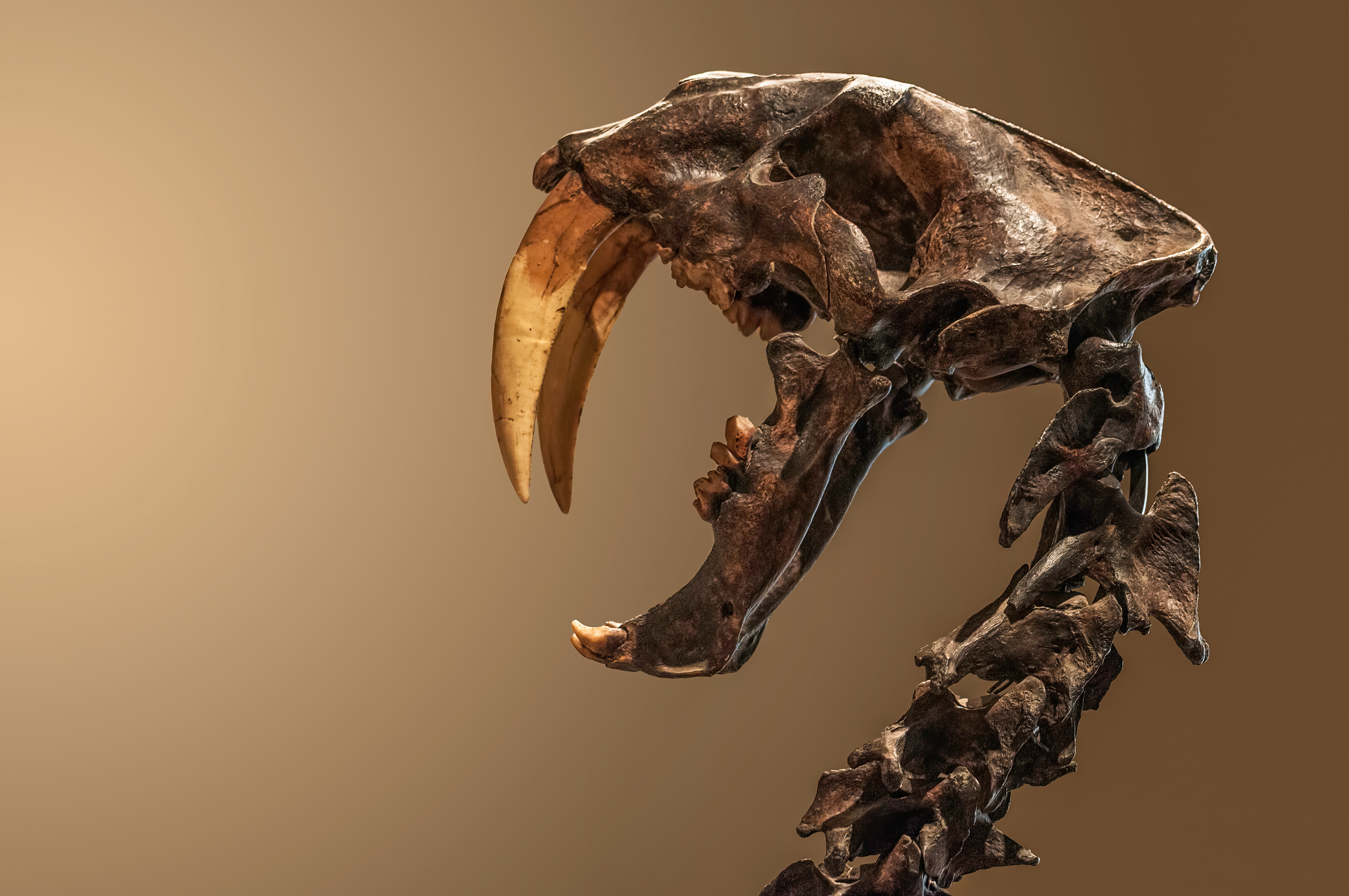
Cranio di Smilodon populator, esposto al museo di zoologia dell'Università di San Paolo.

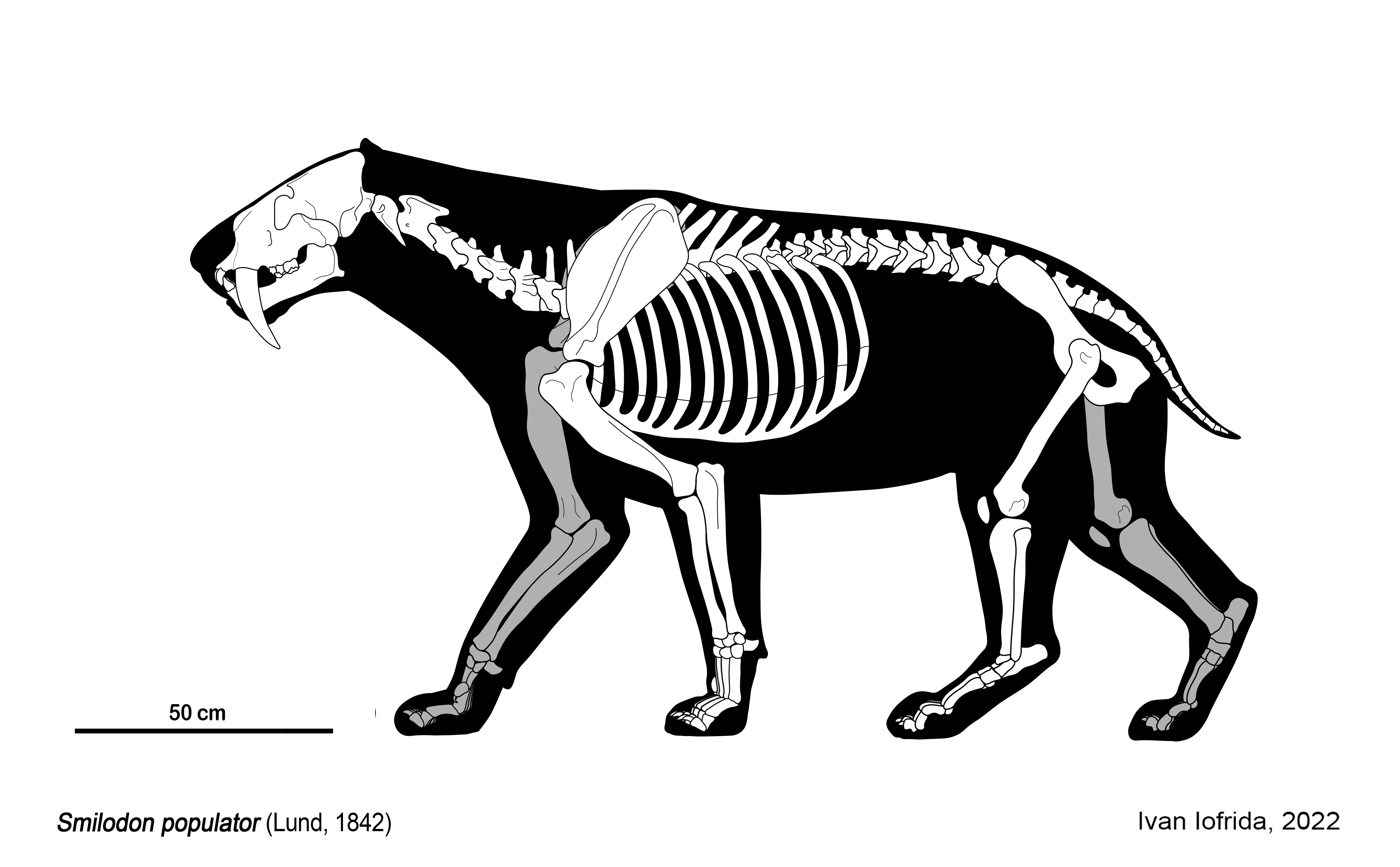
Ricostruzione scheletrica di Smilodon populator

Costituisce la specie tipo del genere Smilodon; i suoi primi fossili sono stati scoperti nella regione di Lagoa Santa in Brasile dal naturalista danese Peter Wilhelm Lund nel 1842.

## Descrizione
Era di dimensioni maggiori rispetto al suo parente nordamericano Smilodon fatalis e possedeva la parte anteriore del corpo molto sviluppata. Questo grande felino misurava 1,25 m di altezza al garrese, e pesava dai 360 kg ai 500 kg, facendo di lui uno dei tre maggiori felini che siano esistiti, insieme alla tigre di Ngandong e al leone americano.

## Biologia e distribuzione
È probabile che Smilodon populator cacciasse in gruppi. A causa del grande sviluppo dei muscoli delle zampe e il suo corpo robusto, non poteva correre ad alte velocità per catturare le sue prede, ma avrebbe potuto cacciare con altri suoi simili facendo imboscate ad erbivori di piccole o medie dimensioni. Data la fragilità dei canini superiori che arrivavano a 18 cm di lunghezza, è più probabile che prima di uccidere la preda con un morso alla gola, questa specie fosse costretta a immobilizzarla con i forti arti anteriori. Sono stati rinvenuti fossili di vari individui molto vicini fra loro in prossimità dei resti di animali pascolatori, questo potrebbe indicare un indizio riguardo alla sua condotta sociale. Oltre al Brasile, sono stati scoperti resti fossili di questi grandi felini anche in paesi come Venezuela, Bolivia, Cile e Argentina.